# Gottfried Wolff (Bankmanager)
Gottfried Wolff (* 1933 in Buir) ist ein deutscher Bankmanager.

## Leben
Wolff studierte Rechtswissenschaften in München, Bonn und Köln. Nach beiden Staatsexamen wurde er 1965 mit einem arbeitsrechtlichen Thema „Das Bundesurlaubsgesetz und Tarifverträge“ an der Universität zu Köln zum Dr. iur. promoviert. Bereits während der Promotion war er für die Deutsche Bank AG tätig und wurde 1965 Zweigstellenleiter bei der Deutschen Bank in Köln. 1973 übernahm er die Leitung des Privatkundengeschäfts der Kölner Herstatt-Bank; nach deren Zusammenbruch 1974 übernahm er die Aufgabenbereiche Kreditgeschäft, Firmenkundengeschäft sowie Privatkunden bei der Dresdner Bank AG in Köln.
1995 war er Initiator eines Vereins zur Errichtung eines Konrad-Adenauer-Denkmals in Köln, das 1995 durch Bundeskanzler Helmut Kohl persönlich eingeweiht wurde.
Gottfried Wolff engagiert sich in vielen katholischen Ehrenämtern. Er ist seit 1954 Mitglied im Cartellverband katholischer deutscher Studentenverbindungen (CV) und später im katholischen Unternehmerverband BKU. Am 23. Oktober 1972 wurde er von Kardinal-Großmeister Maximilien Kardinal de Fürstenberg in Rom in den Ritterorden vom Heiligen Grab zu Jerusalem investiert. Er engagierte sich für zahlreiche Sozialprojekte im Heiligen Land und ist dessen Großkreuzritter. Er war 23 Jahre lang Sekretär der deutschen Statthalterei. Papst Benedikt XVI. zeichnete ihn 2008 mit dem Silvesterorden aus.